# Friederikenbrücke (Leine)

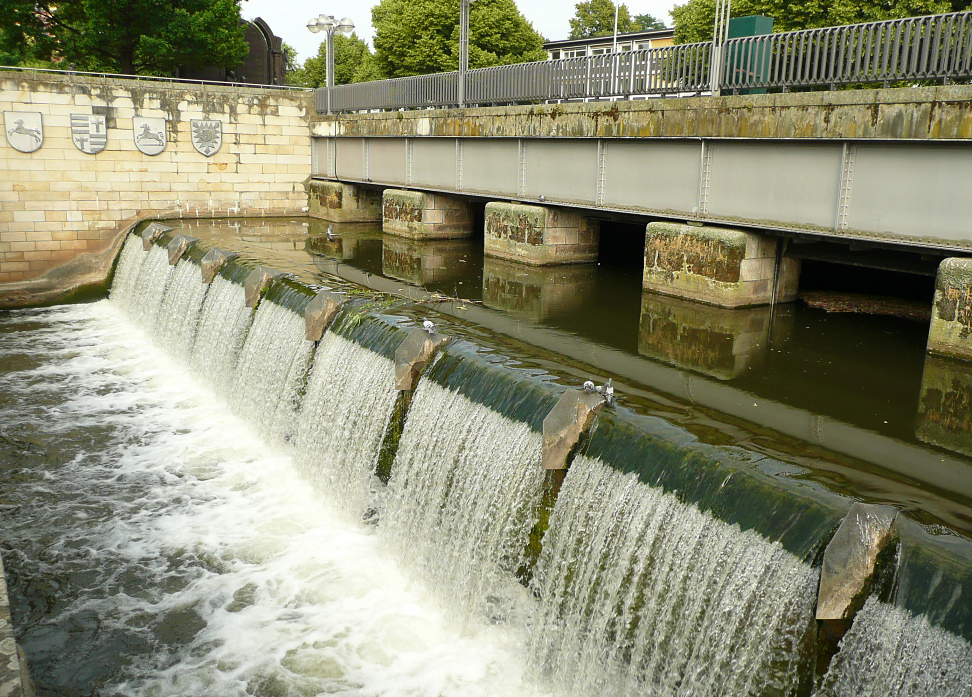
Friederikenbrücke mit Flusswehr

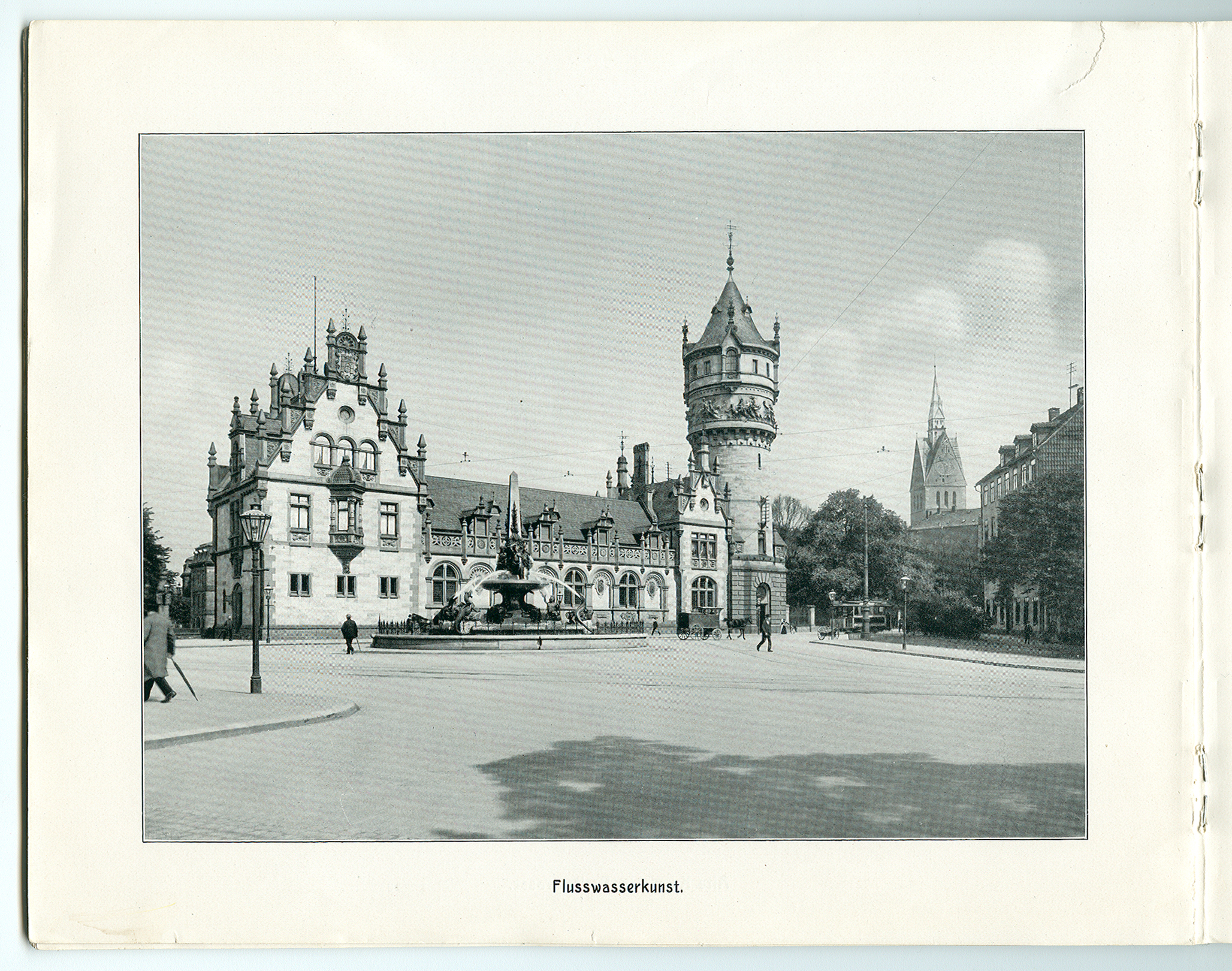
Um 1900: Die ehemalige Flusswasserkunst (davor der sogenannte „Monumentalbrunnen“) anstelle der heutigen Flusswehrs; Foto von Karl Friedrich Wunder

Die Friederikenbrücke in Hannover überquert im Verlauf des Friedrichswalls die Leine. Sie wurde nach Friederike von Mecklenburg-Strelitz benannt.

## Geschichte
Der heutigen Brücke ging die ursprünglich für Fußgänger konstruierte hölzerne „Fischerhausbrücke“ voraus. Sie führte von der nicht mehr vorhandenen Himmelreichsbastion über den Klickmühlenarm der Leine auf die Leineinsel (die nach den Luftangriffen auf Hannover im Zweiten Weltkrieg und der Zuschüttung eines zweiten Leinearmes zur Anlage des Leibnizufers verloren ging). 1767 wurde die Brücke im Zusammenhang mit dem Bau der Esplande (heute: Waterlooplatz) als Fahrbrücke erneuert. 1841 wurde mit der Anlage des Friederikenplatzes die wahrscheinlich inzwischen erneuerte Brücke verbreitert und seitdem Friederikenbrücke genannt. 1896 wurde im Zusammenhang mit dem Bau der Flusswasserkunst ein letzter Neubau errichtet.
Nach 1945 wurde die Friederikenbrücke überholt und 1961 verbreitert. Das Bauwerk der Flusswasserkunst wurde trotz heftigen Protestes von Bürgern 1963/64 abgebrochen.